# Анализа тржишта
Анализа тржишта подразумјева повезивање потрошача, клијената и јавности са маркетаром путем информација. Информације које се добију у овом процесу служе за идентификовање шанси и проблема; генерисање маркетиншких акција, као и праћење провођења маркетинг активности.

## Појам анализе тржишта
Анализа тржишта, или како то неки аутори у литератури називају - истраживање маркетинга, представља функцију која повезује потрошаче, клијенте и јавност са маркетаром путем информација – информација које се користе за идентификовање и дефинисање тржишних шанси и проблема; генерисање, разматрање и процјену маркетиншких акција; праћење провођења маркетинг активности и побољшање разумјевања маркетинга као процеса . У свом развоју предузећа пролазе кроз сљедеће 2 фазе:
- фаза производне орјентације
- фаза маркетинг орјентације.

Прву фазу карактерише већа тражња наспрам понуде, што омогућава предузећима да намећу своје производне програме потрошачима, те да имају пасиван став према њима. У овој фази развоја предузећа и није било неке потребе за истраживањем маркетинга ради стицања информација о потребама потрошача. За конкурентску борбу користила су се 2 инструмента, ниски јединични трошкови производа из чега произилазе и ниже цијене у односу на остале понуђаче. 
У другој фази већ долази до изражаја значај маркетинг истраживања, из разлога што је сада понуда већа од тражње, те су предузећа приморана да стално истражују жеље и интересовања потрошача како би их на најбољи могући начин задовољили. Гаји се активан став према потрошачима и прилагођава им се свој производни програм.  
Информације до којих се у процесу истраживања тржишта треба доћи су многобројне, и зависе од предузећа до предузећа, од њихових намјера и проблема , као и од разних других фактора. Међу главне могу се набројати сљедећа:
- Ко су наши потенцијални клијенти и потрошачи?
- Које су  њихове потребе и на који начин их можемо задовољити?
- Ко су наши конкуренти и на који начин се изборити са њима?
- Какав маркетинг микс треба креирати како бисмо на најбољи начин задовољили наше потрошаче и били конкурентни на тржишту?

Основна карактеристика која би требала да краси савремена предузећа како би она опстала на тржишту у мору конкурената, јесте флексибилност. Они  требају стално да испитују путем процеса истраживања тржишта потребе потрошача, те да на основу добијених информација доносе одговарајуће одлуке о измјенама својих асортимана производа као и начина производње, дистрибуције, промоције и висине цијена својих производа. Предузећа која ово не буду поштовала, биће осуђена на пропаст, и биће истиснута од стране конкуренције са тржишта. 
Неке основне фазе које красе сваки процес претходно описаног истраживања јесу:
1. дефинисање проблема
2. прикупљање секундарних података
3. прикушљање примарних података
4. фаза обраде и анализе прикупљених података
5. састављање извјештаја истраживања[2] .

Из претходног пописа фаза маркетинг истраживања, можемо видјети да је за предузеће најважније исправно дефинисати циљ истраживања, односно правилно формулисати проблем за који се желе прикупити подаци. Уколико се проблем дефинише на погрешан начин, предузеће ће бити суочено са сувишним трошковима а и резултати до којих буде дошло неће одговарати стварном проблему и ситуацији. Затим се креће у прикупљање, прво секундарних а затим и примарних података. Прво се прикупљају секундарни из разлога рационалности и економичности, јер већина података који су нам потребни је већ неко негдје објавио као резултат њихових истраживања. Након тога, ако нам ти подаци нису довољни или нису одговарајући, приступа се прикупљању примарних података, кроз провођење сопственог истраживања, путем посматрања или испитивања потрошача. Када се обави прикупљање података, неопходно је ту гомилу сазнања адекватно обрадити и формулисати како бисмо добили употребљиве информације. Те добијене информације ћемо искористити за доношење одговарајућих одлука, а ова фаза захтјева одређени степен стручности, из разлога што је потребно знање како би се извео прави закључак из добијених информација. Посљедња фаза овог процеса јесте састављање извјештаја који се достављају менаџерима предузећа, који ће донијети пословне одлуке, које ће се касније спровести у дјело.

## Значај инвестиционих одлука за предузеће
Под инвестицијом подразумјевамо одрицање од одређених средстава данас, ради добијања позитивних ефеката у будућности. Овај појам „одрицање“ представља улагање средстава. На примјер, данас улажемо средства у изградњу аква парка, како бисмо сутра имали користи од њега стицањем профита од продаје улазница клијентима и других пратећих активности. У том смислу и истраживање тржишта можемо схватити као један вид инвестиције, данас улажемо средства у добијање информација о потребама потрошача, да бисмо сутра имали корист и зараду од њиховог адекватног задовољавања. Такође, постоје и неки који на процес истраживања тржишта гледају као на трошак, али користи од правилно проведеног процеса истраживања могу бити далеко веће од трошкова које изискује. 
Улагања у припрему инвестиционих одлука морају бити адекватна њиховом значају. Инвестиционе одлуке су по својој природи стратешког карактера, тако да им се мора посветити максимална пажња. Ризик одлучивања је директно пропорционалан са величином улагања, тако да значај инвестиционе одлуке расте са величином улагања.  Зато је неопходно спровести детаљна истраживања, како би се овај ризик избјегао или свео на минимум. Поред величине инвестиционог улагања, ризик инвестиционог одлучивања зависи и од карактеристика саме инвестиције. На примјер, нећемо баш тако лако лансирати потпуно нов производ на тржиште, који се базира на непровјереној технологији. Такође, уобзир треба узети и тржишни ризик, јер предузеће може произвести производ најбољих перформанси и лансирати га на тржиште, али ако не постоје купци за њега, он ће бити осуђен на пропаст.
Значај инвестиционих одлука за предузеће зависи од величине улагања, карактеристика инвестиција и врсте ризика којој се излаже. С тим у вези, неопходно  је спровести одговарајућа прединвестициона истраживања.

## Прединвестициона истраживања
Прединвестициона истраживања се могу дефинисати као истраживања која се спроводе ради оцјене економске оправданости спровођења одређене инвестиције. Свако прединвестиционо истраживање је сложено, дуготрајно и има своју садржајну и временску димензију. 
Што се тиче садржаја прединвестиционих истраживања, он  је по својој природи интердисциплинаран, а то значи да се свака инвестициона одлука претходно мора сагледати са више различитих аспеката, што са собом повлачи истраживање више различитих области. Као 3 најважније врсте прединвестиционих истраживања у литератури се истичу:
1. Истраживања маркетинга
2. Техничко – технолошка истраживања
3. Економско – финансијска истраживања[3]

Поред претходно поменутих врста истраживања, неопходно је обратити пажњу и на друге аспекте попут, правне и еколошке проблематике, социјалне димензије и друго. Свако истраживање треба да започне сагледавањем неке реалне потребе потрошача, а затим се сакупљањем података из различитих сектора предузећа ( маркетинг служва, финансијска и служба за технику и технологију...). Значај сагледавања проблема из више различитих углова и прикупљање података из различитих служби унутар предузећа је вишеструк. Наиме, предузеће може донијети одлуку о покретању производње производа за којим постоји реална тражња на тржишту, али да наши капацитети не одговарају том захтјеву или са друге стране, да произведемо премало датог производа тако да наша производња буде нерентабилна. Ово је само један аспекат проблема са којима предузеће може бити суочено. Дате неусклађености је веома важно уочити у почетним фазама истраживања, јер у супротном би то могло изазвати додатне трошкове за предузеће, а у случају да се дати проблеми уоче након доношења пословних одлука, то са собом носи озбиљне проблеме за фирму.  
Веома је важно истаћи и временску димензију прединвестиционих истраживања, из разлога што предузеће пуно кошта кашњење у усклађивању различитих аспеката прединвестиционих истраживања. Зато је ова истраживања неопходно подијелити у 2 фазе:
1. Прелиминарно истраживање
2. Детаљно истраживање.

## Прелиминарно истраживање
Што се тиче ове фазе прединвестиционог истраживања, основни циљ јесте, да се провјери реалност и изводљивост одређене инвестиционе идеје прије него се приступи детаљном истраживању за потребе доношења коначне одлуке. Узимајући у обзир чињеницу да детаљна истраживања изискују већа финансијска улагања, сасвим је разумно и оправдано да се најприје економска оправданост тих улагања оцијени. Основни циљ ове фазе истраживања, поред уштеде средстава која треба уложити у детаљна истраживања, јесте и то да се на вријеме ускладе евентуално монфликти циљева у одлучивању о инвестицији. Оно чиме се истраживачи у овој фази требају водити јесте, брзина рада и ниски трошкови. Дакле, можемо закључити да у овој фази, истраживач треба првенствено да се ослања на употребу секундарних података, које ће надопунити примарним подацима ако за тим буде потребе. 
Као резултат прелиминарних прединвестиционих истраживања, истраживачи би требали руководству предузећа презентовати сљедеће информације:
- Опис потребе коју задовољава производ чија се производња предлаже и његове основне предности над евентуалним супститутима
- Груба процјена стања тражње и понуде на свјетском и домаћем тржишту, као и будућа кретања
- Груба процјена могућности пласмана инвеститора
- Опис могућег технолошког рјешења за производњу датог производа и могућности примјене тог рјешења с обзиром на кадровске, правне, еколошке и друге ефекте
- Приближни капацитет који се за дату технологију сматра рентабилним
- Груба процјена могућих тржишних цијена, трошкова и економских ефеката
- Груба процјена потребних инвестиционих улагања у основна и обртна средства за предложену технологију и капацитет
- Оцјена могућности обезбјеђења средстава за инвестицију и основних потребних инпута у производњу[4] .

Такође у обзир треба узети и то да квантитет и квалитет потребних информација може зависити од ситуације до ситуације. Ако се уз мало средстава и у кратком временском периоду добију неопходне информације, онда постоји могућност да се дата инвестициона идеја оцјени на рационалан начин. Такође, треба напоменути, да одлука о одустајању у овој фази може бити веома корисна, из разлога разних неусклађености и проблема наведених у претходним поднасловима. Прескакање ове фазе може бити веома скупо рјешење, пошто детаљна истраживања захтјевају велика средства.

## Детаљно истраживање
Након што се у фази прелиминарних истраживања докаже постојање реалне шансе да је инвестициона идеја изводљина и да има економску оправданост, може се приступити детаљном прединвестиционом истраживању. Са методолошког аспекта, детаљна се разликују од прелиминарних истраживања. Док је у претходној фази циљ да се уз мале трошкове и у релативно кратком временском периоду провјери изводљивост неке идеје за инвестирање, сада је потребно прикупити много више података и извршити дубљу анализу свих фактора који могу утицати на коначну судбину дате инвестиционе одлуке. Секундарни подаци нам неће бити довољни, тако да ће предузеће морати да организује процес истраживања ради прикупљања примарних података. Познато је да се примарни подаци могу прикупити на два начина:
- Испитивањем
- Посматрањем

Детаљна истраживања изискују више, како материјалних, тако и људских и других ресурса. Што се тиче садржаја истраживања, он је сличан као и у претходној фази, с тим што се овдје иде више у дубину, како би се смањио ризик у одлучивању. 

## Задаци истраживача у процесу анализе тржишта
Његов основни задатак јесте да одговори на сљедећа питања:
1. Каква је тражња за производом или услугом у које се инвестира?
2. Каква је понуда, тј. конкуренција тих производа или услуга на тржишту?
3. Колико је могуће тржишно учешће инвеститора?
4. Какве су могућности да се на тржишту обезбједе сви неопходни инпути будуће инвестиције?

Тежина давања одговора на претходно побројана питања зависи од тога да ли је ријеч о пројектима са производњом за унапријед непознатог или унапријед познатог купца, или за друштвено дефинисану тражњу. Посебну пажњу треба посветити пројектима с производњом за унапријед непознатог купца, јер у таквим инвестицијама је квалитет рада истраживача маркетинга пресудан за смањење ризика при одлучивању. 
На раније поменута питања, истраживач може обезбједити квалитетне одговоре примјеном сљедећих метода:
- Анализа тражње
- Анализа понуде
- Процјена могућег тржишног учешћа инвеститора
- Анализа тржишта набавке[5] .

## Анализа тражње
Под тржишном тражњом подразумјевамо укупну количину неког производа која би била купљена од стране одређене групе потрошача на одређеном географском подручју, у одређеном временском периоду, у одређеном тржишном окружењу и уз одређени маркетинг програм.
Прије доношења одлуке о производњи одређеног производа или креирању нове услуге, инвеститор претходно мора истражити да ли на тржишту постоји тражња за њима. Производ и услуга могу имати најбоље перформансе и цијену, али ако не постоје купци и клијенти за њих, они ће бити осуђени на пропаст. Из тог разлога, истиче се значај ове анализе. Мјерење тражње је веома сложен задатак и он обухвата сљедеће димензије мјерења: просторна (свијет, држава, регија); временска (кратак, средњи и дуги рок); димензија производа (укупне продаје, продаје једне привредне гране, линије производа).  
У оквиру анализе тражње потребно је дефинисати појам тржишног потенцијала. Под тржишним потенцијалом подразумјевамо максимални ниво који тражња може достићи и достиже при изузетно великим улагањима у маркетинг. Постоји више метода оцјене тржишног потенцијала, а најзначајније су:
- Прилагођена стварна потрошња
- Процјена могуће куповине
- Метода корелативних индекса
- Метода анкетирања потрошача[6]

Метода прилагођене стварне потрошње
Да би истраживач маркетинга могао примјенити ову методу оцјене тржишног потенцијала, потребно је да на располагању има поуздане податке, те у том случају стварну потрошњу узима као базу за оцјену тржишног потенцијала, па затим ту величину коригује (навише или наниже) за оцјењено повећање или смањење у будућности. Дакле, најприје се утврди стварна потрошња, а затим се утврђује да ли постоји потреба за прилагођавањем на основу оцјене будућих кретања у окружењу и од улагања у маркетинг. Међутим, ова метода се не користи често због тога што детаљни подаци о продаји нису расположиви за многе производе и услуге, као и због тог што када су нам расположиви, они можда нису погодни за оцјену садашњег потенцијала јер се односе на прошлост. 

Метода процјене могуће куповине
Уколико подаци о стварној продаји нису доступни истраживачу, он мора извршити процјену могуће потрошње размишљајући о томе ко су потенцијални купци за дати производ. Када је могуће идентификовати најзначајније тржишне сегменте и добити податке о њиховим потребама, онда се ова метода показује као поуздана метода за мјерење тржишног потенцијала. 
Мјерење корелативних индекса
Ова метода се користи у случајевима када директним начином не можемо доћи до података о стварној потрошњи. За примјену ове методе морамо имати на располагању податке о свим факторима који представљају индикаторе тржишног потенцијала (нпр. подаци о дохотку и броју становника). Ти подаци су истраживачу доступни у званичним статистикама. За одређивање значаја (пондера) сваког фактора, могуће је примјенити регресиону анализу. 

Метода анкетирања потрошача
За истраживача маркетинга, процјена тржишног потенцијала, може бити врло лаган посао, а резултат врло поуздана информација. У тој ситуацији истраживач се налази када има задатак да процјени тржишни потенцијал за производ за који може идентификовати све потрошаче и са сигурношћу закључити да остали то нису нити могу бити. 

## Анализа понуде
Анализа понуде се у суштини своди на анализу конкуренције инвеститора, садашње и потенцијалне. Без пажљивог сагледавања конкуренције, није могуће процјенити инвеститорово тржишно учешће, а то је коначни циљ истраживања маркетинга. Основни извори података које истраживач може користити су званичне статистике, извјештаји комора и стручних удружења, као и произвођачи који учествују у формирању понуде на тржишту. 
У овој фази треба дати одговоре на питања као што су: која су тржишта и сегменти на којима је понуда присутна; у ком обиму је понуда присутна; који је квалитет производа који се нуди; ко су носиоци понуде и друго. 

## Процјена могућег тржишног учешћа инвеститора
Коначну процјену могућности инвеститора да оствари одређено тржишно учешће, могуће је извршити када истраживач располаже са процјеном тражње и понуде датог производа, као и свим другим неопходним информацијама квалитативног карактера. Имамо два могућа случаја: када је понуда већа од тражње и обрнут случај (када је тражња већа од понуде). 
У случају када је процјењена тражња изнад нивоа процјењене понуде, разлика између те двије величине представља „маневарски простор“ за инвеститора и он у тим границама треба да планира своје капацитете. 
Са друге стране, уколико процјене покажу да је понуда или на нивоу или изнад тражње, инвеститор мора веома пажљиво размотрити своју одлуку. Тада је тржишни ризик веома велики, пошто маркетинг програм инвеститора мора бити супериорнији од бар неких конкурентских. 
Од реалности процјене тржишног учешћа зависи реалност свих финансијских рачуница, као и оцјене економске ефикасности инвестиције у цјелини. 

## Анализа тржишта набавке
Када се ради о потреби за прединвестиционим истраживањима, све инпуте инвестиције треба посматрати у ширем смислу. Ипак, због уобичјене подјеле рада између истраживача различитих специјалности истраживач маркетинга ће добити као предмет свога истраживања само оне инпуте инвестиције који би се могли сврстати под ужи аспект овог проблема. Стога се садржај истраживања своди на сљедеће инпуте инвестиције:
- енергија
- сировине
- материјали
- физичке услуге
- интелектуалне услуге...

Анализе тржишта набавке мора посебно сагледати:
- Изворе набавке
- Набавне цијене
- Могућности набавке потебних количина
- Могуће рокове испоруке
- Могућност сарадње са конкурентима ради заједничке набавке инпута...

Сигурност у снабдијевању свим инпутима један је од основних захтјева доносиоца инвестиционе одлуке, па тржишни ризик прекида континуитета у дугом року мора бити на прихватљивом нивоу. Значај овог питања можемо примјетити данас, гдје усљед сукоба у Украјини и прекида ланаца снабдјевања многа предузећа али и државе се налазе у проблемима.